# Mim blau-i-blanc
El mim blau-i-blanc (Melanotis hypoleucus) és una espècie d'ocell passeriforme de la família dels mímids. Viu a altituds d'entre 900 i 3.000 msnm a El Salvador, Guatemala, Hondures, Mèxic i Nicaragua. Els seus hàbitats naturals són els boscos i matollars montans, tant tropicals com subtropicals. És una espècie en risc mínim, és a dir, no sembla que hi hagi cap amenaça significativa per a la seva supervivència. El seu nom específic, hypoleucus, significa 'blanc per sota' en llatí.